# 23 August (okręg Mehedinți)
23 August – wieś w Rumunii, w okręgu Mehedinți, w gminie Malovăț. W 2011 roku liczyła 325 mieszkańców.